# Liste der Bodendenkmale in Großthiemig
In der Liste der Bodendenkmale in Großthiemig sind alle Bodendenkmale der brandenburgischen Gemeinde Großthiemig aufgelistet. Grundlage ist die Veröffentlichung der Landesdenkmalliste mit dem Stand vom 31. Dezember 2021. Die Baudenkmale sind in der Liste der Baudenkmale in Großthiemig aufgeführt.
|   | Gemarkung          | Flur       | Kurzansprache | Bodendenkmalnummer | Bemerkung | Bild                   |
| - | ------------------ | ---------- | --- | ------------------ | --------- | ---------------------- |
| 1 | Großthiemig (Lage) | 16         | Wüstung deutsches Mittelalter, Wüstung Neuzeit | 20124              |           |                        |
| 2 | Großthiemig (Lage) | 9          | Steinkreuz deutsches Mittelalter | 20125              |           | Steinkreuz Großthiemig |
| 3 | Großthiemig (Lage) | 9, 12, 13, | Siedlung Bronzezeit, Siedlung Eisenzeit, Friedhof Neuzeit, Dorfkern deutsches Mittelalter, Friedhof deutsches Mittelalter, Kirche deutsches Mittelalter, Dorfkern Neuzeit, Kirche Neuzeit | 20126              |           |                        |